# Выборы в Палату представителей Ливии (июнь 2014)
Выборы в Палату представителей Ливии прошли 25 июня 2014 года.

## Контекст
Всеобщий национальный конгресс был избран в июле 2012 года, с возложением на него ответственности формирования Конституционной ассамблеи для написания конституции. Однако Переходный национальный совет решил, что ливийцы будут непосредственно избирать членов этой ассамблеи. Всеобщий национальный конгресс пришёл к соглашению от 10 апреля 2013 года, о том, что выборы состоятся, после избрания основной части членов ассамблеи, состоявшихся 20 февраля 2014 года. 
20 мая 2014 года члены Высшей избирательной комиссии установили дату выборов на 25 июня и, согласно принятой практике, обратились в конгресс для её одобрения. 22 мая Всеобщий национальный конгресс утвердил 25 июня в качестве даты проведения выборов в палату представителей.
Председатель Высшей избирательной комиссии Имад ас-Саих сказал, что проживающие за рубежом ливийцы смогут проголосовать 21 и 22 июня, напомнив, что в ночь на 6 июня истекает срок регистрации избирателей, и призвал граждан страны воспользоваться «оставшимися часами». По его словам, на данный момент зарегистрировались всего 1,4 млн из 3,4 млн обладающих правом голоса ливийцев. Если выборы состоятся, то к середине лета в Ливии должна появиться палата представителей — постоянный парламент, который придёт на смену ВНК. Этот новый законодательный орган выделит 30 мест для женщин из общего количества 200 мест (физических лиц, членов политических партий) и позволит ливийцам иностранных национальностей выдвигаться в члены ассамблеи.
В связи с обострением обстановки в стране, проблема обеспечения безопасности вышла на передний план, вследствие чего за безопасностью в Бенгази во время выборов будут следить военнослужащие частей специального назначения, а глава избиркома Бенгази Джамаль Букран заявил, что «нами создана специальная комиссия, которая отвечает за обеспечение безопасности избирательного процесса. Она координирует свои действия с избиркомом. Комиссия подобрала места, где будут расположены 182 участка. Она гарантирует порядок и спокойствие на них и на прилегающих улицах».

## Голосование
25 июня в 22 избирательных округах открылось 1,6 тысяч участков, на которых избирателям нужно выбрать из 1,714 тыс. кандидатов, претендующих на 200 мест Палаты представителей, при этом 32 места закреплено за женщинами. Правом голоса обладают 3,4 млн из 6,1 млн граждан Ливии, из которых только 1,5 млн зарегистрировались для участия в выборах. Безопасность обеспечивали 13 тысяч военнослужащих и сотрудников правоохранительных органов. Голосование прошло на всей территории Ливии, за исключением города Дерна, где сильны позиции исламских радикалов, Куфра — на юго-востоке, считающийся ареной межплеменных столкновений, и Себха — главный город на юге страны и вотчина племени аль-каддафа, выходцем из которого был Муаммар Каддафи. Произошло несколько инцидентов. Так, в Бенгази неизвестные проникли в дом правозащитницы Салвы Боугуигуис, после того как она вернулась с избирательного участка, и убили её.
По данным избирательной комиссии, к 17:30 по Гринвичу проголосовало более 400 тысяч человек, то есть треть от общего числа зарегистрированных. Глава Избирательной комиссии Ливии Имад ас-Саях сказал, что «первоначальные данные говорят о том, что участие в голосовании приняли более 630 тысяч человек из зарегистрированных 1,6 миллиона».

## Результат
Результаты были объявлены 22 июля 2014 года. Из 1714 кандидатов на 200 мест были выбраны 188 человек, а оглашение имён 12 остальных задерживалось в связи с бойкотом в некоторых избирательных округах. Большинство мест заняли светские фракции, а исламисты, имевшие значительную власть в предыдущем парламенте, получили только 30 мест. В связи с этим, результаты активизировали борьбу между светскими и исламистскими силами.

## Международная реакция
- В министерстве иностранных дел России отметили, что формирование нового парламента призвано снизить накал напряжённости в обществе и стать отправной точкой для налаживания реального внутриливийского диалога[15].

- 23 июня в итоговом заявлении Совета ЕС по Ливии было выражено приветствие проведения выборов, отмечено, что «Ливия находится на важном этапе перехода к демократии, который может быть успешным, если все заинтересованные стороны приступят к конструктивному политическому взаимодействию» на основе верховенства закона и уважения прав человека. Документ выражает глубокую обеспокоенность «значительным ухудшением политической ситуации и положением в области безопасности в Ливии», осудив «принявшие широкие масштабы акты насилия» и призвав «все стороны воздерживаться от применения силы и решать разногласия мирными политическими средствами и в рамках всеобъемлющего и прозрачного диалога в целях реализации демократических устремлений ливийского народа»[16].

- 26 июня Генеральный секретарь ООН Пан Ги Мун поздравил граждан Ливии с проведением выборов в Палату представителей, подчеркнув, что они стали важным шагом в продвижении преобразований и стабилизации политического процесса в стране[17].